# A mesék birodalmában
A mesék birodalmában (eredeti cím: Mágica Aventura) 1973-ban bemutatott spanyol rajzfilm, amely Hans Christian Andersen és Charles Perrault meséje alapján készült. Az animációs játékfilm Cruz Delgado. A forgatókönyvet Gustavo Alcalde írta, a zenéjét Antonio Areta szerezte. A mozifilm a Estudios Cruz Delgado gyártásában készült. Műfaja fantasy kalandfilm.
Spanyolországban 1973 szeptemberében, Magyarországon 1977. október 20-án mutatták be a mozikban.

## Szereplők
| Szereplő              | Eredeti hang        | Magyar hang        |
| --------------------- | ------------------- | ------------------ |
| Andersen, a meseíró   | Rafael de Penagos   | Tyll Attila        |
| Pepito                | Ángela González     | Maros Gábor        |
| Pepita                | Matilde F. Vilarino | Kútvölgyi Erzsébet |
| Miguel                | Matilde F. Vilarino | Márton András      |
| Szélmágus             | Carlos Revilla      | Bárány Frigyes     |
| Világítótorony őrzője | Claudio Rodríguez   | Láng József        |
| Miguel nagyapja       | N/A                 | Képessy József     |
| Csizmás Kandúr        | N/A                 | Harkányi Endre     |
| Molnárfiú             | N/A                 | Benkő Péter        |
| Kamarás               | N/A                 | Kaló Flórián       |
| Várbeli óriás         | N/A                 | Domahidy László    |
| Szellem               | N/A                 | Verebély Iván      |
| Kapitány              | N/A                 | Csákányi László    |
| Kormányos             | N/A                 | Bodrogi Gyula      |
| Gargantua, az óriás   | N/A                 | Farkas Antal       |
| Sirály                | N/A                 | Detre Annamária    |
| Császár               | N/A                 | Körmendi János     |
| Szultán               | N/A                 | Szabó Ottó         |